# Rhopalostroma
Rhopalostroma es un género de hongos en la familia Xylariaceae.